# William John Burchell
Aquest autor és citat en taxonomia animal amb el nom «Burchell».
William John Burchell (Fulham, Londres, 23 de juliol del 1781 - 23 de març del 1863) fou un navegant, naturalista, artista i autor. Era fill de Matthew Burchell, botànic i propietari de la Fulham Nursery, un terreny de 9,5 hectàrees al costat dels jardins de Fulham Palace.
Burchell va fer pràctiques de botànica al Reial Jardí Botànic de Kew i el 1803 va ser elegit membre de la Societat Linneana de Londres. Es va enamorar de Lucia Green de Fulham, però els seus pares estaven molt en contra de les esposalles.
El 7 d'agost del 1805 va anar a Santa Helena a bord del Northumberland, un vaixell de la Companyia Britànica de les Índies Orientals, amb la intenció d'establir-s'hi com a comerciant amb un soci a Londres. Com va ser molt desafortunat amb la seva situació a l'illa, va deixar la feina de comerciant i va acceptar treball com a professor i, més tard, com a botànic a Santa Helena. El 1810 va navegar al Cap per explorar la zona, fer un mapa de la flora i afegir noves espècies a la seva col·lecció botànica. Mentrestant, la seva promesa l'havia abandonat pel capità del vaixell que l'havia portat a Santa Helena.
Burchell va arribar a la badia de la Taula el 26 de novembre del 1810 i va planificar directament una expedició a l'interior. Va marxar de Ciutat del Cap el juny del 1811 i fins al 1815 va viatjar per tot el país de Sud-àfrica. Va col·leccionar més de 50.000 espècimens de plantes i va cobrir més de 7.000 km, sobretot per terreny rude. Va descriure el seu viatge a Travels in the Interior of Southern Africa El 25 d'agost del 1815 va marxar de Ciutat del Cap amb més de 48 caixes de plantes i animals a bord del vaixell Kate i l'11 de novembre del mateix any va arribar a Fulham. La seva propera expedició va ser al Brasil, on va viatjar entre el 1825 i el 1830. Va col·leccionar moltes plantes i animals, entre els quals més de 20.000 insectes.
Burchell està commemorat amb el nom del gènere de planta Burchellia, així com molts noms d'organismes, com la zebra de Burchell (Equus quagga burchellii) i Eciton burchellii, una espècie de formiga.